# Cattleya coccinea
A Cattleya coccinea é uma orquídea endêmica do sul e sudeste do Brasil. No Rio Grande do Sul, é frequentemente encontrada associada à matas nebulares com grande nível de umidade, acima de 800m de altitude.